# Before I Fall to Pieces
Before I Fall to Pieces è un singolo del gruppo indie rock inglese Razorlight, pubblicato nel 2006.

## Il brano
Il brano è stato scritto da Johnny Borrell e Andy Burrows ed estratto dal secondo album in studio del gruppo, l'eponimo Razorlight.

## Tracce
- 7"

1. Before I Fall to Pieces
2. Boys Don't Cry (The Cure cover)

- CD

1. Before I Fall to Pieces
2. Teenage Kicks
3. In the Morning